# Gymnasium Maria Stern Augsburg
Das Gymnasium Maria Stern Augsburg ist ein musisches und naturwissenschaftlich-technologisches Gymnasium für Mädchen und Jungen in Augsburg, das 1933 gegründet wurde und vom Schulwerk der Diözese Augsburg getragen wird, was sich bis heute in religiös orientierten Leitlinien niederschlägt. Die Schule ist eine staatlich anerkannte Privatschule. Im selben Gebäude befindet sich auch die Realschule Maria Stern Augsburg.

## Geschichte

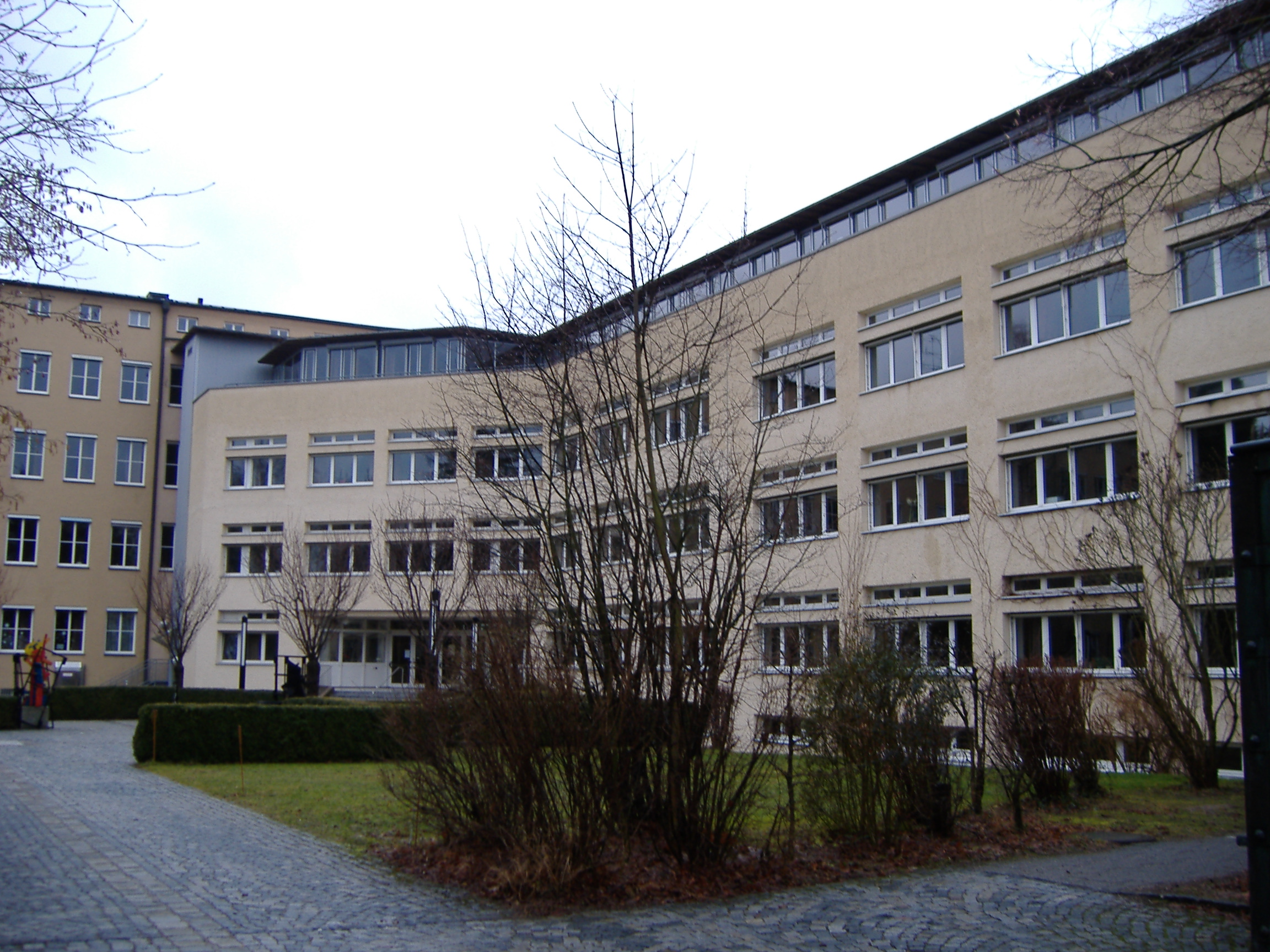
Innenhof des Gymnasiums

Das schon seit 1258 in Augsburg ansässige Kloster der Franziskanerinnen von Maria Stern gründete 1933 in der damals noch selbstständigen Vorstadt Göggingen eine klösterliche Lehrerinnenbildungsanstalt. Das Gebäude wurde von Heinrich Sturzenegger und Anton Horle im Stil der Neuen Sachlichkeit erbaut. Dabei handelte es sich um einen viergeschossigen, langgestreckten Bau mit flachem Walmdach sowie Mezzaningeschoss, mit nach Osten hin vorspringender Kapelle. Patronin der Schulkirche ist die hl. Klara. Den sakralen Bau plante Michael Kurz, die Rundfenster und Fresken am Seitenaltar gestalte Robert Rabolt und das Kruzifix stammt von Karl Bauer. Südlich schließt sich ein dreigeschossiges Gebäude mit flachem Walmdach an. Dieser Teil des Schulgebäudes wurde in jüngster Vergangenheit um ein Geschoss aufgestockt.
Während des Zweiten Weltkrieges wurde der Schulbetrieb eingestellt und das Gebäude als Reservelazarett beschlagnahmt. Die Schwestern wurden als Schreibkräfte, Krankenpflegerinnen sowie für Arbeiten in der Küche und Hausreinigung dienstverpflichtet. Unmittelbar nach Kriegsende begannen die „Sternschwestern“ wieder mit der Ausbildung von Lehrerinnen. Zwischen 1950 und 1953 wurden in Schnellkursen pädagogische Lehrgänge (drei Semester) durchgeführt, um dem seinerzeit vorherrschendem Lehrermangel entgegenzuwirken.
Aus der einstigen Lehrerinnenbildungsanstalt entwickelte sich in den folgenden Jahrzehnten ein musisches Gymnasium, dem 1990 die naturwissenschaftlich-technologische (früher: mathematisch-naturwissenschaftliche) Ausbildungsrichtung angefügt wurde. Im Jahr 2001 wurde die Trägerschaft der Schule vom Kloster an das Schulwerk der Diözese Augsburg abgegeben.